# Association des artistes canadiens de la télévision et de la radio
L'Association des artistes canadiens de la télévision et de la radio, (anglais: Alliance of Canadian Cinema, Television and Radio Artists, ACTRA ) est un syndicat canadien représentant les interprètes des médias anglophones œuvrant dans les domaines de la radio, de la télévision du cinéma. Ce syndicat affilié au Congrès du travail du Canada compte plus de 15 000 membres.
ACTRA est membre de la Coalition pour la diversité des expressions culturelles.